# Dragon Ball Heroes
Dragon Ball Heroes (ドラゴンボール ヒーローズ?, Doragon Bōru Hirozu) è un videogioco arcade giapponese sviluppato da Dimps e basato sul franchise di Dragon Ball. Il videogioco coniuga le funzionalità arcade con le caratteristiche di un gioco di carte collezionabili: i giocatori infatti devono acquistare dei set di carte da inserire in appositi slot della console, le quali sbloccano a loro volta differenti missioni, personaggi, accessori e potenziamenti.
Il gioco è stato annunciato il 21 ottobre 2010 e pubblicato in data 11 novembre 2010; esso permette l'utilizzo di molti personaggi della serie Dragon Ball, Dragon Ball GT e Dragon Ball Super, così come nuovi personaggi. Nel 2016 è stato pubblicato un aggiornamento che ne ha migliorato la veste grafica, l'accessibilità e alcune funzioni, e la serie è stata contestualmente rinominata Super Dragon Ball Heroes (スーパー ドラゴンボールヒーローズ?, Sūpā Doragon Bōru Hirozu).
Dal videogioco sono stati tratti un adattamento manga, Dragon Ball Heroes: Victory Mission, scritto e illustrato da Toyotarō e serializzato sulla rivista V Jump dal 21 settembre 2012, dei manga spin-off a cura di Yoshitaka Nagayama, e un anime promozionale, Super Dragon Ball Heroes, in corso dal 1º luglio 2018.

## Modalità di gioco
Dragon Ball Heroes è un videogioco di combattimento a turni basato su carte da gioco che raffigurano personaggi della serie di Dragon Ball, con abilità e poteri specifici per ognuno. Esse vengono schierate dai giocatori fino a un massimo di cinque sul tabellone di gioco ad affrontare la squadra del computer. Con l'espansione Super Dragon Ball Heroes i personaggi schierabili salgono a sette. Durante il combattimento i giocatori possono spostare le carte sul tabellone per ottenere dei vantaggi strategici sull'avversario; per esempio personaggi che si trovano nelle retrovie subiscono meno danni, ma ne arrecheranno anche di meno.
In entrambe le fasi di attacco e di difesa i giocatori sono chiamati ad affrontare dei mini-giochi in cui conta il tempismo nel premere determinati pulsanti; maggiore la precisione, migliore si riveleranno l'attacco o la difesa successivi. La vittoria del mini-gioco nella fase di attacco è anche prerequisito per utilizzare gli attacchi speciali dei vari personaggi o le combo di squadra, denominate Ultimate Units.

### Abilità delle carte
In determinate circostanze il giocatore è chiamato ad eseguire determinate azioni che coinvolgono il movimento delle carte o che richiedono la presenza di determinati personaggi. Esistono tre tipi di abilità.

#### AAC (Abilità azione carta)
Questa abilità prevede il movimento della carta in determinate direzioni.
| Z                     | Per attivare questa abilità è necessario muovere questa carta nella zona d'attacco in modo da formare una Z. Una volta attivata la carta attivatrice eseguirà un attacco alla fine della fase d'attacco. Nel caso in cui nel team ci siano più carte con abilità Z verrà attivata soltanto l'abilità di chi ha attivato l'azione e verrà eseguito un attacco combinato. |
| Kamehameha            | Per attivare questa abilità è necessario muovere questa carta in modo da formare un rombo. Una volta completata il personaggio che la attiva lancerà una Kamehameha. Nel caso in cui abbia la stessa abilità l'avversario può lanciarne un'altra come risposta e attivare uno Scontro Kamehameha dove vince chi scuote più volte la carta orizzontalmente. |
| Kamehameha divina     | Per attivare questa abilità è necessario inizialmente caricare l'aura muovendo la carta verticalmente. Una volta caricata l'aura sarà necessario formare una G stilizzata con la carta. Se va a segno il personaggio si trasformerà nella forma stabilita dalla carta e lancerà una Kamehameha che colpisce un avversario. |
| Scintilla             | Questa abilità si attiva automaticamente rispettando le condizioni stabilite dalla carta. Una volta attivata, il personaggio lancerà una sfera di energia gigante verso il nemico. La sfera danneggia il personaggio in modo perpetuo e, affinché vada a segno, è necessario scuotere la carta orizzontalmente; l'avversario farà lo stesso così da difendersi. Nel caso in cui allo scadere del tempo vinca il giocatore il colpo andrà a segno; nel caso contrario l'avversario respingerà la sfera e subirà meno del 50% di danno previsto. |
| Drago oscuro          | Questa abilità si attiva alla fine della fase d'attacco del personaggio che possiede questa abilità. Il capo si posiziona al centro mentre i partner ai lati della zona d'attacco. La carta del capo va mossa verticalmente in modo da aumentare una percentuale (max. 100%). Così facendo il capo preleverà vigore dagli alleati coinvolti (max. 25%) e lancerà un'onda dell'aura oscura al nemico. |
| Doppio                | Questa abilità si attiva alla fine della fase d'attacco del giocatore. Per l'attivazione sarà necessario scegliere il capo (colui che possiede l'abilità Doppio) e un partner (una carta scelta dal giocatore). Nel caso in cui le carte abbiano lo stesso stile di lotta (due Eroi, due Élite o due Berserker) si attiverà un effetto aggiuntivo. Le carte del capo e del partner vanno inizialmente scosse orizzontalmente e, poi, mosse in base all'attacco finale che si andrà ad eseguire (stabilito dallo stile di lotta del capo e del partner). |
| Super Doppio          | L'attivazione e il movimento delle carte è lo stesso dell'abilità Doppio. L'unica differenza è la potenza del colpo in base a chi lo utilizza. Infatti, se viene coinvolta una carta con un'abilità Unità S, l'attacco risulterà più potente. |
| Trasformazione        | Questa abilità si attiva quando stabilito dalla carta (di solito dal Round 2 in poi). Questa abilità permette di trasformare il personaggio. Per farlo bisogna scuotere la carta verticalmente per raccogliere aura e riempire una barra. Maggiore è l'Energia eroe che il giocatore possiede, minore sarà l'aura richiesta. Se si raggiunge il massimo possibile di aura, il giocatore vedrà la scritta Fantastico!; in questo caso, oltre agli effetti stabiliti dalla carta, il vigore del personaggio tornerà al 100%. Nel caso in cui non si riesca a ottenere l'aura richiesta apparirà la scritta Grande!. Ottenere un Fantastico! invece di Grande! è importante per alcune carte dove è possibile ottenere una forma diversa da quella normalmente stabilita. Nel caso in cui più personaggi debbano trasformarsi nello stesso momento il giocatore raccoglierà l'aura solo una volta e l'effetto si espanderà agli altri. |
| Super trasformazione  | L'attivazione e il movimento delle carte è lo stesso dell'abilità Trasformazione. L'unica differenza è che Super trasformazione prevede che il personaggio si trasformi due volte (la prima volta quando stabilito dalla carta e la seconda volta nel turno successivo). |
| Impeto trasformazione | L'attivazione e il movimento delle carte è lo stesso dell'abilità Trasformazione. L'unica differenza è che Impeto trasformazione è un vero e proprio attacco. Il giocatore muove la carta verticalmente per aumentare una barra; all'interno della barra sono presenti tre blocchi distruggibili. Una volta distrutto un blocco si passerà al livello successivo. Quando la barra è completamente riempita e tutti i blocchi sono distrutti il giocatore si trasformerà e si lancerà contro il personaggio trasformandosi ulteriormente a metà e alla fine dell'impeto. Raggiunta la trasformazione finale il giocatore lancerà un colpo dell'aura come conclusione. |
| Impeto                | L'abilità si attiva quando il giocatore ha un Attacco speciale disponibile. Se lo Scontro Impatto Carica va a segno, il giocatore dovrà muovere la carta orizzontalmente per aumentare la percentuale di danni realizzabili (max. 1000%). |
| Capsula battaglia     | L'abilità si attiva quando stabilito dalla carta e se il giocatore si trova nella zona supporto. Una volta attivata il giocatore dovrà scegliere se dare un bonus alla propria squadra o un malus alla squadra avversaria. Una volta scelto il giocatore dovrà scorrere la carta verticalmente per riempire una barra in modo da stabilire quante capsule saranno lanciate (min. 1 e max. 3). Quando scade il tempo, il personaggio lancerà le capsule con il bonus o il malus; questi ultimi coinvolgeranno i personaggi che si trovano nella zona colpita dalla capsula. |
| Controllo mente       | L'abilità si attiva quando stabilito dalla carta. Il giocatore dovrà muovere la carta a mo' di pendolo per cercare di riempire una barra. Una volta riempita l'avversario coinvolto diventerà momentaneamente un alleato e attaccherà la sua stessa squadra facendo un ulteriore Scontro Impatto Carica. Se il colpo andrà a segno il giocatore che ha attivato l'abilità concluderà colpendo il giocatore con una sfera dell'aura gigante. |
| Aggancio              | L'abilità si attiva quando stabilito dalla carta. Il giocatore dovrà muovere la carta in modo da agganciare un avversario con una linea rossa. Una volta agganciato, si attiverà un effetto. Il giocatore sarà obbligato ad attaccare quell'avversario e non potrà unirsi agli attacchi combinati. |
| Impeto mirato         | L'abilità è una fusione delle abilità Impeto e Aggancio. Una volta agganciato il personaggio egli attaccherà nel suo turno il personaggio agganciato. Se lo Scontro Impatto Carica va a segno il giocatore potrà usare l'Impeto per potenziare l'attacco. |
| Gigante               | L'abilità si attiva mettendo la carta del personaggio al centro della zona d'attacco. Una volta attivata il giocatore dovrà muovere la carta circolarmente in senso orario per riempire un cerchio d'aura. Riempita al massimo il giocatore si trasformerà in un personaggio dalle dimensioni colossali. |
| Fusione               | L'abilità si attiva mettendo la carta del capo a sinistra della zona supporto e il partner a destra. Muovendo, poi, entrambe le carte al centro i personaggi si fonderanno. Una volta eseguita la fusione la carta del partner diventerà inutilizzabile. |
| Gelo                  | L'abilità si attiva casualmente durante la fase di attacco del nemico a partire dal Round stabilito dalla carta. L'abilità annulla l'attacco del nemico ed evoca la Kaiohshin del tempo. Il giocatore dovrà muovere la carta circolarmente in senso antiorario in modo da muovere le lancette di un orologio. Quando la lancetta delle ore torna a segnare le dodici l'avversario attaccante verrà bloccato. Il giocatore, poi, avrà sei secondi per scuotere la carta orizzontalmente e dare un massimo di trenta colpi. Quando il tempo scade il giocatore darà automaticamente venti colpi extra per un massimo di cinquanta colpi. |
| Triplo                | L'attivazione e il movimento delle carte è simile a quello dell'abilità Doppio. La differenza sta nel numero di partner coinvolti e nel numero di movimenti extra da fare. I partner, infatti, sono tre e ognuno di loro deve scuotere la carta orizzontalmente, muoverla in determinate posizioni per poi concludere con un attacco che varia in base allo stile di lotta dei personaggi coinvolti. |
| Meteora divina        | L'abilità si attiva alla fine del Round 1. Per attivarla è necessario muovere la carta in determinati punti così da formare una stella. Una volta creata, il personaggio lancerà una meteora che colpisce tutti i nemici nella zona d'attacco. Il colpo non fa molti danni ma da un malus a tutti gli avversari che si trovano nella zona d'attacco in tutti i turni successivi alla sua attivazione. |
| Raffica X             | L'attivazione e il movimento delle carte è identica a quello dell'abilità Impeto. L'unica differenza sta nella percentuale di danno massimo realizzabile. Raggiunto il 1000%, infatti, è possibile raggiungere il 2000% per infliggere ulteriori danni. |
| Segno                 | L'abilità si attiva quando stabilito dalla carta. Per attivarla è necessario muovere la carta in modo da formare il simbolo dell'infinito (∞) per cinque volte in modo da sigillare il nemico. Una volta fatto, il personaggio ruberà 100 PS e, scuotendo la carta orizzontalmente, ruberà altri PS fino a un massimo di 1600. Una volta rubati il giocatore farà esplodere la sfera causando danni all'avversario sigillato. |
| Contrattacco impeto   | L'abilità si attiva dal Round 2 in poi quando i PS della squadra sono uguali o inferiori al 50%. L'abilità si attiva quando l'avversario attacca; una volta attivata l'abilità blocca l'attacco avversario e permette al giocatore di colpire ripetutamente la vittima con dei colpi dell'aura (max 50). |
| Sfera Genkidama EX    | L'abilità si attiva dal Round 2 in poi. L'abilità si attiva mettendo il capo nella zona d'attacco e gli alleati vicino a lui. La Sfera Genkidama si potenzia per ogni alleato che aiuta a potenziarla (i personaggi di tipo Speciale sono esclusi). Indipendentemente dal numero di alleati coinvolti, mettere tutti gli alleati in posizione, permette di infliggere il 400% del danno possibile. Il giocatore può potenziare la sfera fino ad infliggere il 1000% dei danni scuotendo le carte degli alleati verticalmente. Il giocatore lancerà la sfera mettendo il capo nella zona più alta della zona d'attacco. |
| Pugno del drago EX    | L'abilità si attiva dal Round 2 in poi. L'abilità si attiva dopo avere caricato una barra muovendo la carta circolarmente in senso orario. Una volta caricata il personaggio riceverà un bonus e attiverà il Pugno del drago. Il giocatore può potenziare il pugno scuotendo la carta orizzontalmente fino ad infliggere il 100% dei danni. Muovendo la carta in basso e poi all'apice della zona d'attacco il pugno andrà a segno. Una volta trapassato il nemico subirà danni esplodendo. |

#### AAT (Abilità azione tocco)
Questa abilità prevede che si tocchi lo schermo in determinate parti.
| Super energia          | Quest'abilità prevede che si tocchi lo schermo in varie direzioni fino a caricare un colpo dell'aura al 100%. Una volta caricato il colpo può essere lanciato trascinando il dito verso l'alto. |
| Super squarcio         | Quest'abilità prevede che si trascini il dito in varie direzioni così da colpire il nemico. Una volta colpito quindici volte il personaggio darà automaticamente cinque colpi extra e il giocatore concluderà strisciando il dito verso destra sullo schermo. |
| Super rottura stella   | Quest'abilità prevede che il giocatore trascini con il dito delle stelle verso la Terra. È possibile lanciare un massimo di 10 stelle. Quando vengono lanciate tutte, il giocatore dovrà tenere premuto lo schermo in modo da creare un colpo dell'aura gigante che potrà essere lanciato strisciando il dito verso sinistra.                                               |
| Shenron/Shenron oscuro | Quest'abilità prevede che il giocatore tenga premuto lo schermo fino a quando non evocherà Shenron (o Shenron oscuro). Una volta evocato il giocatore potrà scegliere tra due desideri. Una volta scelti il giocatore dovrà scorrere le sfere verso destra per potenziarle (così da ricevere un bonus insieme al desiderio) e scorrere il dito verso l'alto per concludere. |

#### Super abilità
Questa abilità non prevede alcuna azione in particolare. Si attivano automaticamente quando le condizioni elencate nelle carte sono rispettate.
| Evocazione dal subspazio | Questa abilità prevede che l'Avatar eroe sia presente nel team. Il personaggio con questa abilità, rispettate tutte le condizioni elencate dalla carta, evocherà il personaggio. Esistono diversi tipi di evocazione che vanno dall'evocazione momentanea di un personaggio per realizzare un colpo combinato all'evocazione di un personaggio gigante. |

## Personaggi
I giocatori sono chiamati a vestire i panni di un avatar, che può essere un Saiyan, un namecciano, un majin, un guerriero di Freezer, un Cyborg, un Kaioshin o un Demone.
| Razza                                 | Hero (HE) | Elite (EL) | Berserker (BE) |
| ------------------------------------- | --------- | ---------- | -------------- |
| Saiyan (maschio)                      | Beat      | Erito      | Basaku         |
| Saiyan (femmina)                      | Note      | Viola      | Forte          |
| Majin                                 | Kabra     | Yoshito    | Salaga         |
| Demoni del ghiaccio (clan di Freezer) | Froze     | Rezok      |                |
| Namecciano                            | Tsumuri   |            | Kagyu          |
| Androide                              | Nimu      | Nico       | Genome         |
| Kaiohshin                             | Zen       | Fen        | Wairu          |
| Demone                                | Chamel    |            |                |

Nel videogioco compaiono inoltre numerosi personaggi di Dragon Ball, Dragon Ball GT, Dragon Ball Super e dei rispettivi film, alcuni anche in più versioni: da adulti, da bambini o Super Saiyan.

## Altre versioni
Il videogioco è stato convertito per la console portatile Nintendo 3DS in tre titoli: Dragon Ball Heroes: Ultimate Mission (ドラゴンボール ヒーローズ アルティメットミッション?), Dragon Ball Heroes: Ultimate Mission 2 (ドラゴンボール ヒーローズ アルティメットミッション2?) e Dragon Ball Heroes: Ultimate Mission X (ドラゴンボール ヒーローズ アルティメットミッションＸ?), pubblicati in Giappone il 28 febbraio 2013, il 7 agosto 2014 e il 27 aprile 2017. Un ulteriore port, chiamato Super Dragon Ball Heroes: World Mission (スーパードラゴンボールヒーローズ：世界の使命?), è stato annunciato per Nintendo Switch ed è stato pubblicato il 4 aprile 2019. In seguito ad un evento dedicato a Dragon Ball, l'uscita di Super Dragon Ball Heroes: World Mission al di fuori del Giappone è stata resa ufficiale; è stata inoltre annunciata una versione PC esclusiva per i paesi al di fuori del Giappone che è uscita lo stesso giorno della versione internazionale di Nintendo Switch (il 5 aprile 2019).

## Media derivati

### Manga
Dragon Ball Heroes: Victory Mission (ドラゴンボール ヒーローズ ビクトリーミッション?) è un manga spin-off del videogioco scritto e illustrato da Toyotarō. Serializzato sulla rivista V Jump dal 21 settembre 2012 come fumetto promozionale di Dragon Ball Heroes, con il tempo i capitoli hanno acquisito maggiore spessore e la storia è passata da singoli episodi scollegati ad una trama più organica. Oltre a presentare i consueti personaggi della saga di Dragon Ball, il manga ha come protagonisti, il piccolo Beat, uno degli avatar maschili del gioco, e la piccola Note, una bambina Saiyan.
| Nº | Data di prima pubblicazione | Data di prima pubblicazione | Data di prima pubblicazione |
| Nº | Giapponese                  | Giapponese                  |                             |
| -- | --------------------------- | --------------------------- | --------------------------- |
| 1  | 2 maggio 2017               | ISBN 978-4-08-881110-9      |                             |
| 2  | 2 maggio 2018               | ISBN 978-4-08-881487-2      |                             |

Yoshitaka Nagayama si è occupato di scrivere e disegnare altri manga tratti dalla serie animata, pubblicati sulla rivista Saikyō Jump per conto della casa editrice Shueisha:
- Super Dragon Ball Heroes - Missione nell'oscuro mondo demoniaco (スーパードラゴンボールヒーローズ暗黒魔界ミッション！?, Super Dragon Ball Heroes: ankoku makai mission!), pubblicato dal 2016 al 2020 in 21 capitoli e poi raccolto in tre volumi tankōbon;
- Super Dragon Ball Heroes: Big Bang Mission!!! ( スーパードラゴンボール ヒーローズ ビッグバンミッション！！！?), pubblicato dal 2020 al 2022 e poi raccolto in tre volumi;
- Super Dragon Ball Heroes: Ultra God Mission!!!! ( スーパードラゴンボールヒーローズ ウルトラゴッドミッション！！！！?), in corso di pubblicazione dal 2022.

L'edizione italiana di Missione nell'oscuro mondo demoniaco è stata pubblicata nel corso del 2021 da Star Comics.

### Anime
Nel maggio 2018 è stata annunciata sulle pagine della rivista V Jump la serie promozionale anime di Super Dragon Ball Heroes. La messa in onda è iniziata il 1º luglio 2018 in concomitanza con la proiezione del primo episodio presso l'AEON LakeTown di Saitama.

## Accoglienza
Nel marzo 2013 Dragon Ball Heroes ha superato i 200 milioni di copie vendute, con oltre 100 milioni di utenti registrati, generando introiti per 10 miliardi di yen. Al 2018 si è confermato il gioco di carte collezionabili digitale di maggior successo sul mercato, con 400 milioni di carte vendute e ricavi per 40 miliardi di yen.
Il successo di Dragon Ball Heroes è stato imputato dal sito Comicbook.com al fatto di rappresentare una sorta di elaborata fanfiction dell'opera originale, in cui sono permessi ogni tipo di storia e personalizzazione. A detta del sito, anche sotto questa luce va letta la realizzazione della serie anime, ovvero come un tentativo di valutare l'impatto che potrebbe avere una produzione di alto budget di un prodotto spin-off e per sondare nuove direzioni di sviluppo del franchise di Dragon Ball.